# Alexander (New York)
Pour les articles homonymes, voir Alexander.
Ne doit pas être confondu avec Alexander (village, New York).
Alexander est une ville (town) située dans le comté de Genesee, dans l'État de New York, aux États-Unis,. En 2010, elle comptait une population de 2 534 habitants.

## Démographie
Lors du recensement de 2010, la ville comptait une population de 2 534 habitants. Elle est estimée, en 2016, à 2 477 habitants.